# Salvador Cortes Llopis
Salvador Cortes Llopis (Madrid, 22 de març de 1944) és un polític espanyol, diputat a les Corts Valencianes en la V, VI i VII legislatures 

## Biografia
El 1983 ingressà a Aliança Popular, passà després al Partit Popular del País Valencià, on ocupà diversos càrrecs provincials i regionals del Partit. Ha estat elegit diputat per la província de València a les eleccions a les Corts Valencianes de 1999, 2003 i 2007.